# Giovanni Malfitano
Giovanni Malfitano (Siracusa, 29 settembre 1872 – Parigi, 6 aprile 1941) è stato un chimico, microbiologo e filosofo italiano.

## Biografia

### Nascita e studi
Giovanni Malfitano nacque a Siracusa da Carmelo, commerciante e navigatore, e Santa Veneziano. Era l'ultimo di sette fratelli. Dal 1882 al 1890 frequentò il Liceo Classico Tommaso Gargallo, dove iniziò a nutrire l'interesse per la materie scientifiche. Già da giovanissimo frequentava assiduamente una nota farmacia del centro storico della città natale acquisendo notevole interesse per la chimica e la biologia. Si iscrisse dunque alla facoltà di chimica dell'Università degli Studi di Catania per frequentare le lezioni del professor Alberto Peratoner. Malfitano continuò gli studi universitari a Palermo, dove si trasferì nel 1892 al seguito di Peratoner e ottenne la laurea nel 1894 nel capoluogo siciliano.
Nel 1895 decise di abbandonare la Sicilia per spostarsi a Milano, dove intraprese una breve carriera lavorativa nel campo della chimica industriale agli stabilimenti Pirelli. Contemporaneamente frequentava la scuola di microbiologia dell'Università degli Studi di Pavia, retta all'epoca da Camillo Golgi, futuro Premio Nobel per la medicina nel 1906. Stimolato dall'ambiente favorevole, Malfitano pubblicò nel 1897 il suo primo scritto: Comportamento dei microrganismi sotto l'effetto delle compressioni gassose. Il giovane siracusano iniziava in questo modo a farsi notare da colleghi e professori, sia per la materia dei suoi studi, sia per il carattere disponibile e solare, come ricorda in un suo libro Antonio Pensa, celebre anatomista milanese.

### L'incarico a Parigi
La carriera del giovane Malfitano prese una svolta definitiva nel 1899, quando, durante un congresso internazionale a Pavia, venne notato dal futuro successore di Louis Pasteur, Emile Duclaux. Il siracusano venne dunque invitato a trasferirsi nel 1900 a Parigi, avendo ricevuto l'offerta di un impiego all'istituto Pasteur. Una volta arrivato nella capitale francese, Malfitano si dedicò in un primo momento alla microbiologia, pubblicando come risultati delle sue ricerche: Protease de l'aspergillus niger (1900), Influence de l'oxygen sur la proteolyse en presence de Clorophorme (1902) e Bactericidie charbonneuse (1904). Dal 1905, invece, lo scienziato italiano, decise di ritornare a studiare la chimica pura, campo d'indagine scientifica che lo rese definitivamente famoso. I suoi studi sulla chimica colloidale, arrivarono a dimostrare la natura elettrochimica delle micelle, e riuscì a misurare con notevole precisione la conducibilità elettrica dei colloidi. In campo pratico, Malfitano mise a punto i cosiddetti ultrafiltri, necessari per gli studi in campo teorico sui colloidi. Nel 1908 lo scienziato siracusano divenne capo di un laboratorio chimico all'Istituto Pasteur, dove mantenne l'incarico fino al 1913.
Gli studi di Giovanni Malfitano si interruppero durante la prima guerra mondiale. Al termine di essa, lo scienziato sposò Vera, una studentessa di nazionalità russa.
Subito dopo il grande conflitto ebbe inizio l'elaborazione della più nota dottrina del chimico siracusano, ovvero la teoria delle complessità crescenti, concetto alla luce del quale Malfitano non indagò solo le micelle, ma l'esistenza in generale. Nel 1927 pubblicò Complexité et micelle, e nel 1934 Les composés micellaires selon la notion de complexité croissant. Le conclusioni di Malfitano non vennero accettate da subito, ma si dovette attendere l'esperimento del premio Nobel Theodor Svedberg che dimostrò l'esattezza delle intuizioni di Malfitano.

### La teoria delle Complessità Crescenti
Malfitano elaborò negli anni Venti una teoria che tentava di spiegare la materia, attraverso l'esame dei diversi livelli atomici e molecolari che la caratterizzano strutturalmente. La materia, secondo lo scienziato siracusano, è suddivisibile in atomi, molecole, plurimolecole (polimeri e complessi) e micelle. In ognuna delle classi citate si possono distinguere tre tipi di unità materiali: ioniche, polari e ionopolari.

### La Filosofia dei quattro Complessi e la Geometria Superiore
L'analisi compiuta sulla materia venne estesa in campo sociologico da Malfitano, il quale tentò di ricondurre la complessità socio-antropologica, alla complessità atomica. I quattro ordini di complessi che costituiscono il mondo sono dunque: i complessi materiali (livello atomico e molecolare), i complessi biologici (livello istologico e citologico), complessi sociali (l'essere umano) e al culmine di un'ipotetica piramide i complessi ideologici (ideazione, conoscenza e convinzioni).
L'ultimo passo della speculazione in campo filosofico di Malfitano era il concetto di Geometria Superiore, un'armonia equilibrata e simmetrica che domina gli eventi e la materia, una variabile fondamentale e al tempo stesso fuggevole dell'esistenza, un concetto che rappresenta la libertà. In ultima analisi, il compito dello scienziato era dunque quello di comprendere le leggi dell'armonia ordinatrice del cosmo e di preservarne la bellezza e l'equilibrio.

### La malattia e il decesso
Lo scienziato siracusano, che soleva spesso tornare in Sicilia seppur per brevi periodi, dovette rinunciare a questa abitudine. L'aggravarsi della sua malattia, una cecità che gradualmente lo privò della vista, e le sue convinzioni antifasciste, non gli permisero di rivedere il paese natale dalla fine degli anni Trenta.
Giovanni Malfitano morì il 6 aprile 1941 nell'alloggio assegnatogli dell'Istituto Pasteur dove aveva trascorso gran parte della sua vita.

## Curiosità
Giovanni Malfitano pubblicava le sue convinzioni filosofiche servendosi dello pseudonimo "Aporema", termine che indicava l'impossibilità di ottenere una risposta precisa dallo studio di un problema.
Malfitano introdusse per primo a Siracusa la moda di bere il latte acido, quello che abitualmente viene chiamato yogurt, come era già frequente nella capitale francese.
Durante una tempesta patita in mare nel dicembre 1855, Carmelo Malfitano aveva fatto voto a Santa Lucia, patrona siracusana, di sposare un'orfana se fosse riuscito a tornare incolume sulla terraferma. Carmelo sposò per questo motivo il 16 dicembre del 1855 Santa Veneziano, sedicenne orfana di entrambi i genitori. Da tale unione nacque Giovanni.